# A Magazine
A Magazine, ook bekend onder de titel A Magazine Curated By, is een halfjaarlijks verschijnend Belgisch modetijdschrift dat in elk nummer het werk van één modeontwerper, modegroep of modehuis voorstelt. Deze ontwerper, groep of modehuis functioneert daarbij als gastredacteur van die specifieke aflevering. De vormgeving en inhoud reflecteert daarbij de stijl en het werk van die gastredacteur. Het redactiekantoor bevindt zich in Parijs, Frankrijk.

## Geschiedenis
N°A Featuring Dirk Van Saene was het eerste nummer van A Magazine, uitgegeven op initiatief van Walter Van Beirendonck en ontworpen door Paul Boudens voor het Mode 2001 Landed-Geland modefestival in Antwerpen in 2001. Het werd gevolgd door de nummers N°B, N°C, N°D en N°E Magazines, waarbij oplopend de letters van het alfabet werden gebruikt. Vanaf 2004 verschijnt het tijdschrift steeds onder de naam A Magazine Curated By. Het eerste nummer onder die nieuwe naam was A Magazine Curated By Maison Martin Margiela.